# 點時成菁
《點時成菁》（日语： Samuneiru */?）是日本偶像組合AKB48的第8張專輯、以及第5張錄音室專輯。2017年1月25日由國王唱片發售。

## 概要
專輯名稱來自縮圖（或稱縮略圖）的英文稱呼。專輯發行分為3種版本，分別為Type A、Type B以及劇場盤。全版本的第1首至第9首相同曲目，其餘有所不同。此外，於Type A的初回限定盤中附有DVD特典。

## 收錄曲目

### Type A
封面成員：入山杏奈・岡田奈奈・柏木由紀・北原里英・小嶋陽菜・指原莉乃・山本彩
CD
1. 《紅唇Be My Baby》（唇にBe My Baby）
（作詞：秋元康、作曲：小内喜文、編曲：佐々木裕）
  - 第42張單曲標題曲
2. 《365天的紙飛机》（365日の紙飛行機）
第42張單曲B面曲。NHK小说连续剧《阿淺來了》主題歌。
  - （作詞：秋元康、作曲：角野寿和、青葉紘季、編曲：清水哲平）
3. 《你就是旋律》（君はメロディー）
第43張單曲標題曲
  - （作詞：秋元康、作曲：you-me、編曲：野中“まさ”雄一）
4. 《不需要翅膀》（翼はいらない）
（作詞：秋元康、作曲・編曲：若田部誠）
  - 第44張單曲標題曲
5. 《LOVE TRIP》
（作詞：秋元康、作曲：春行、編曲：佐々木裕）
  - 第45張單曲標題曲。NTV周六剧《穿越时空的少女》主題歌。
6. 《分享幸福》（しあわせを分けなさい）
（作詞：秋元康、作曲：箭内道彦、編曲：野中“まさ”雄一）
  - 第45張單曲標題曲。日本婚礼杂志《Zexy》“本月的Zexy”广告曲。
7. 《光與影的每一天》（光と影の日々）
（作詞：秋元康、作曲：片桐周太郎、編曲：大塚郁）
  - 第42張單曲B面曲。朝日廣播 2016年 ABC 夏季高中棒球应援曲，朝日放送『熱闘甲子園』主题曲
8. 《High Tension》（ハイテンション）
（作詞：秋元康、作曲：シライシ紗トリ、編曲：佐々木裕）
  - 第46張單曲標題曲
9. 《那天的自己》（あの日の自分）
（作詞：秋元康、作曲：カワノミチオ、編曲：野中“まさ”雄一）
  - 电影《存在着的理由 DOCUMENTARY of AKB48》主題歌。
10. 《Get you !》 - 指安少女組｡（指原莉乃&早安少女組｡’17）
（作詞：秋元康、作曲・編曲：板垣祐介）
11. 《生日TANGO》（誕生日TANGO）
（作詞：秋元康、作曲・編曲：山本加津彦）
12. 《丟銅板決定》（コイントス） - 岡田奈奈
（作詞：秋元康、作曲・編曲：Alan de boo）
13. 《有裂痕的鏡子》（ひび割れた鏡）
（作詞：秋元康、作曲：三日市吉陽、編曲：あらケン）
14. 《過錯》（過ち） - 山本彩＆稻垣潤一
（作詞：秋元康、作曲・編曲：櫻井純気）

DVD
1. AKB48 全國握手會演唱會精華篇

### Type B
封面成員：加藤玲奈・兒玉遥・高橋朱里・松井珠理奈・宮脇咲良・横山由依・渡辺麻友
CD
1. 《紅唇Be My Baby》
2. 《365天的紙飛机》
3. 《你就是旋律》
4. 《不需要翅膀》
5. 《LOVE TRIP》
6. 《分享幸福》
7. 《光與影的每一天》
8. 《High Tension》
9. 《那天的自己》
10. 《青澀的搖滾》（青くさいロック）
（作詞：秋元康、作曲・編曲：KEIT）
11. 《Runners High》（ランナーズハイ）
（作詞：秋元康、作曲：田垣内孝治、編曲：APAZZI）
12. 《是因為這樣我才喜歡你嗎》（だから君が好きなのか）
（作詞：秋元康、作曲・編曲：Akira Matsumoto）
13. 《法國麵包》（バケット）
（作詞：秋元康、作曲：朴優尊、編曲：久下真音）

### 劇場盤
封面成員：小栗有以・木崎由里亞・小嶋真子・須田亜香里・中井莉加・向井地美音・武藤十夢
CD
1. 《紅唇Be My Baby》
2. 《365天的紙飛机》
3. 《你就是旋律》
4. 《不需要翅膀》
5. 《LOVE TRIP》
6. 《分享幸福》
7. 《光與影的每一天》
8. 《High Tension》
9. 《那天的自己》
10. 《谁让我哭?》（誰が私を泣かせた?）
（作詞：秋元康、作曲：森脇正敏、編曲：佐々木裕）
11. 《一切都在途中經過》（すべては途中経過）
（作詞：秋元康、作曲・編曲：奥田もとい）

## 選拔成員

### 那天的自己
- Team A：入山杏奈、大和田南那、小嶋陽菜、谷口惠、宮崎美穂、横山由依
- Team K：峯岸南、向井地美音、武藤十夢
- Team B：大島涼花、加藤玲奈、木崎由里亞、渡辺麻友
- Team B / NGT48 Team NIII：柏木由紀
- Team 4：岡田奈奈、小嶋真子、込山榛香、高橋朱里、村山彩希
- AKB48 毕业成员：島崎遥香

### Get you!
（中心成员：指原莉乃、佐藤優樹）
- HKT48 Team H：指原莉乃
- 早安少女組。'17：譜久村聖、生田衣梨奈、飯窪春菜、石田亚佑美、佐藤優樹、工藤遥、小田樱、尾形春水、野中美希、牧野真莉愛、羽賀朱音、加賀楓、横山玲奈

### 生日TANGO
（中心成员：小嶋陽菜）
- Team A：入山杏奈、小嶋陽菜
- Team B：加藤玲奈

### 有裂痕的鏡子
（中心成员：柏木由紀）
- Team A：横山由依
- Team B / NGT48 Team NIII：柏木由紀
- Team 4：込山榛香、高橋朱里
- SKE48 Team KII：高柳明音

### 青澀的搖滾
（中心成员：兒玉遥）
- Team B：大島涼花、木﨑由里亞
- Team 4：小嶋真子
- SKE48 Team KII：惣田紗莉渚、竹内彩姫
- NMB48 Team BII：矢倉楓子
- HKT48 Team H：松岡菜摘
- HKT48 Team H / AKB48 Team K：兒玉遥
- HKT48 Team H / AKB48 Team B：矢吹奈子
- HKT48 Team KIV / AKB48 Team 4：朝長美桜
- NGT48 Team NIII：中井莉加

### Runners High
（中心成员：小栗有以）
- Team 8：小栗有以
- SKE48 Team E：後藤楽楽
- NMB48 Team N：山本彩加
- HKT48 Team TII：松岡花
- NGT48 Team NIII：高倉萌香

### 是因為這樣我才喜歡你嗎
（中心成员：須田亚香里）
- Team K：田野優花
- Team 8：小田绘里奈
- SKE48 Team E：須田亚香里
- NMB48 Team N：須藤凜凜花
- NGT48 Team NIII：荻野由佳

### 法國麵包
（中心成员：渡辺麻友）
- Team B：渡辺麻友
- SKE48 Team S：松井珠理奈
- HKT48 Team KIV / AKB48 Team A：宮脇咲良

### 谁让我哭?
（中心成员：向井地美音）
- Team K：向井地美音
- Team 4：川本紗矢
- SKE48 Team S / AKB48 Team 4：北川綾巴
- SKE48 Team KII：大場美奈
- SKE48 Team E：熊崎晴香
- NMB48 Team M / AKB48 Team 4：渋谷凪咲
- NMB48 Team BII：沖田彩華
- HKT48 Team KIV：森保圓
- NGT48 Team NIII：加藤美南

### 一切都在途中經過
（中心成员：武藤十夢）
- Team K：峯岸南、武藤十夢
- SKE48 Team KII：古畑奈和
- NMB48 Team M / AKB48 Team A：白間美瑠
- NGT48 Team NIII：北原里英

## AKB48 Team SH 1st Stage「縮略圖」公演
公演曲目
1. Get you!
2. 青澀的搖滾
3. Runner's High
4. 唇上Be My Baby
5. 拋硬幣
6. 沿途風景皆為經過
7. 過錯
8. 心碎的鏡子
9. 法式麵包
10. 是誰讓我哭泣？
11. 所以我是真的喜歡上你了嗎
12. LOVE TRIP
13. 那一天的自己

安可曲目
1. 生日的TANGO
2. 你是旋律
3. 365天的紙飛機、為了誰、So long!、初日、迎向未來的風、好想見到你、365天持續的愛戀、試著思考愛的意義、藉口而已Maybe

公演資料
- 公演時間：2020年6月7日（線上）[5][6]／13日（線下）[7]－2021年6月26日
- 公演地點：上海長江劇場
- 出演成員：
  - 常規16人演出：
    - 一期生：毛唯嘉、沈瑩、施可妍、宋欣然、魏新，吳安琪、葉知恩、朱苓
    - 二期生：桂楚楚、胡馨尹、漸薔薇、熊芳妮、孔珂昕、施藹倍、譚珺兮、曾鷥淳、張倩霏、鄒若男

  - 初日成員：
    - 正式成員：毛唯嘉、沈瑩、施可妍、宋欣然、魏新、吳安琪、葉知恩、庄晓媞（一期生）、桂楚楚、施藹倍、熊芳妮、曾鷥淳（二期生）
    - 研修生：孔珂昕、谭珺兮、鄒若男（二期生）
    - 練習生：徐依婷（一期生）

※上述研修生均在2020年11月28日升格為正式成員。

- 分組曲擔當
  - 拋硬幣（毛唯嘉）
  - 沿途風景皆為經過（吴安琪、庄晓媞、桂楚楚（孔珂昕）、曾鷥淳、熊芳妮）
  - 過錯（劉念（桂楚楚）、朱苓（施藹倍））
  - 心碎的鏡子（葉知恩、施可妍、宋欣然、萬芳舟（谭珺兮）、王雨朵（鄒若男））
  - 法式麵包（沈瑩、魏新、胡馨尹（徐依婷））

備註
- 海外音樂平台於2021年10月13日發行Live（現場）版音源[8]。
- 2022年4月1日发行的组合第7張EP《大聲鑽石》收錄了《Get you!》千秋樂版。

## AKB48 Team SH 研修生「縮略圖」公演
公演曲目
- AKB48 Team SH 1st Stage「縮略圖」公演相同

安可曲目
1. 生日的TANGO
2. 你是旋律
3. 戀愛幸運餅乾／沖吧少女們／持續的愛戀／好想見到你／初日／機會的順序／閃亮的幸運

公演資料
- 公演時間：2021年8月14日[9]－
- 公演地點：上海長江劇場，萬代南夢宮夢想劇場
- 出演成員：
  - 常規16人演出：
    - 一期生：魏新
    - 二期生：龚露雯、谭珺兮、曾鷥淳
    - 三期生：邱笛尔、王安妮、马小雨、张嘉哲、周陈雨轩、彭露萱
    - 四期生：陈嘉意、王晓阳、吳凡、曾藝、张艺琳、朱景晨

  - 初日成員：
    - 正式成員：宋欣然、魏新（一期生）、漸薔薇、梁時安、譚珺兮、張倩霏（二期生）
    - 研修生：程安子、潘秋怡、張櫻璐（二期生）、李佳慧、馬小雨、彭露萱、邱笛爾、王安妮、謝雯婕、周陳雨軒（三期生）

※邱笛爾、王安妮、謝雯婕在2021年11月20日升格為正式成員。

- 分組曲擔當
  - 拋硬幣（魏新）
  - 沿途風景皆為經過（譚珺兮、謝雯婕（朱景晨）、李佳慧、梁時安（王晓阳）、潘秋怡（张嘉哲））
  - 過錯（邱笛爾、王安妮）
  - 心碎的鏡子（馬小雨、周陳雨軒、程安子（龚露雯）、宋欣然（张艺琳）、彭露萱）
  - 法式麵包（漸薔薇（吳凡）、張櫻璐（陳嘉意）、張倩霏（曾藝））

## 脚注

## 外部連結
- 國王唱片介紹頁面
  - Type A （页面存档备份，存于）
  - Type B （页面存档备份，存于）
  - 劇場盤 （页面存档备份，存于）